# Séries éliminatoires de la Coupe Stanley 1944
Année précédente Année suivante
Les séries éliminatoires de la Coupe Stanley 1944 font suite à la saison 1943-1944 de la Ligue nationale de hockey et débutent le 21 mars 1944 pour se terminer le 13 avril 1944 à l'issue du 4e match de la finale de la Coupe Stanley. Les Canadiens de Montréal remportent la cinquième Coupe Stanley de leur histoire après avoir battu en finale les Black Hawks de Chicago sur le score de 4 matchs à 0.

## Tableau
Toutes les séries sont jouées au meilleur des sept matchs.
|  | Demi-finales              | Demi-finales              |          |   | Finale              | Finale              |
|  | Demi-finales              | Demi-finales              |          |   | Finale              | Finale              |
|  |                           |                           |          |   |                     |                     |
|  | 21, 23, 25, 28 et 30 mars | 21, 23, 25, 28 et 30 mars |          |   | 4, 6, 9 et 13 avril | 4, 6, 9 et 13 avril |
|  | 21, 23, 25, 28 et 30 mars | 21, 23, 25, 28 et 30 mars |          |   | 4, 6, 9 et 13 avril | 4, 6, 9 et 13 avril |
|  | Montréal                  | 4                         |          |   | 4, 6, 9 et 13 avril | 4, 6, 9 et 13 avril |
|  | Montréal                  | 4                         |          |   | 4, 6, 9 et 13 avril | 4, 6, 9 et 13 avril |
|  | Toronto                   | 1                         |          |   | 4, 6, 9 et 13 avril | 4, 6, 9 et 13 avril |
|  | Toronto                   | 1                         | Montréal | 4 |                     |                     |
|  | 21, 23, 26, 28 et 30 mars |                           | Montréal | 4 |                     |                     |
|  |                           | Chicago                   | 0        |   |                     |                     |
|  | Détroit                   | Chicago                   | 0        | 1 |                     |                     |
|  | Détroit                   |                           |          | 1 |                     |                     |
|  | Chicago                   | 4                         |          |   |                     |                     |
|  | Chicago                   | 4                         |          |   |                     |                     |

## Demi-finales

### Canadiens de Montréal - Maple Leafs de Toronto
Montréal gagne la série 4 matchs à 1. Lors du deuxième match de la série, Maurice Richard établit un record en marquant 5 buts lors d'un même match de séries éliminatoires de la LNH ; il reçoit alors les trois étoiles du match. Toe Blake, quant à lui, égale le record du plus grand nombre d'aides dans un match de séries en assistant Richard à chacun de ses buts.
| 21 mars 1944 | Canadiens de Montréal | 1-3 (0-2, 0-1, 1-0) | Maple Leafs de Toronto | Forum de Montréal |

| Feuille de match | Feuille de match           | Feuille de match | Feuille de match                                                                  | Feuille de match                  |
| ---------------- | -------------------------- | ---------------- | --------------------------------------------------------------------------------- | --------------------------------- |
|                  | Blake (Lach) — 42 min 49 s | 0-1 0-2 0-3 1-3  | Morris — 6 min 7 s Boothman (Morris) — 18 min 35 s Hamilton (Pratt) — 32 min 24 s | Arbitrage : Clancy Hedges, McCabe |
| Durnan           | Gardiens                   | Bibeault         |                                                                                   | Arbitrage : Clancy Hedges, McCabe |
|                  |                            |                  |                                                                                   | Arbitrage : Clancy Hedges, McCabe |
| 62               | Tirs                       | 26               |                                                                                   | Arbitrage : Clancy Hedges, McCabe |

| 23 mars 1944 | Canadiens de Montréal | 5-1 (0-0, 3-1, 2-0) | Maple Leafs de Toronto | Forum de Montréal 13 000 spectateurs |

| Feuille de match | Feuille de match | Feuille de match        | Feuille de match                           | Feuille de match                    |
| ---------------- | --- | ----------------------- | ------------------------------------------ | ----------------------------------- |
|                  | Richard (McMahon, Blake) — 21 min 48 s Richard (Blake, Lach) — 22 min 5 s Richard (Lach, Blake) — 36 min 46 s Richard (Lach, Blake) — 41 min (SN) Richard (Blake, Lach) — 48 min 54 s | 1-0 2-0 2-1 3-1 4-1 5-1 | Hamilton (Carr, Morris) — 28 min 50 s (SN) | Arbitrage : Chadwick Hedges, McCabe |
| Durnan           | Gardiens | Bibeault                |                                            | Arbitrage : Chadwick Hedges, McCabe |
|                  | |                         |                                            | Arbitrage : Chadwick Hedges, McCabe |
|                  | |                         |                                            | Arbitrage : Chadwick Hedges, McCabe |

| 25 mars 1944 | Maple Leafs de Toronto | 1-2 (0-1, 1-0, 0-1) | Canadiens de Montréal | Maple Leaf Gardens |

| Feuille de match, | Feuille de match,                      | Feuille de match, | Feuille de match,                                                | Feuille de match,                     |
| ----------------- | -------------------------------------- | ----------------- | ---------------------------------------------------------------- | ------------------------------------- |
|                   | Boothman (Kennedy, Pratt) — 28 min 6 s | 0-1 1-1 1-2       | Harmon — 9 min 57 s Getliffe (Watson, Chamberlain) — 49 min 43 s | Arbitrage : Chadwick Springer, Meuris |
| Bibeault          | Gardiens                               | Durnan            |                                                                  | Arbitrage : Chadwick Springer, Meuris |
|                   |                                        |                   |                                                                  | Arbitrage : Chadwick Springer, Meuris |
|                   |                                        |                   |                                                                  | Arbitrage : Chadwick Springer, Meuris |

| 28 mars 1944 | Maple Leafs de Toronto | 1-4 (0-0, 0-2, 1-2) | Canadiens de Montréal | Maple Leaf Gardens |

| Feuille de match | Feuille de match                        | Feuille de match    | Feuille de match | Feuille de match            |
| ---------------- | --------------------------------------- | ------------------- | --- | --------------------------- |
|                  | Kennedy (Boothman, Pratt) — 49 min 53 s | 0-1 0-2 1-2 1-3 1-4 | Heffernan (Harmon, McMahon) — 35 min 55 s Blake (Watson, Chamberlain) — 38 min 45 s Chamberlain (Lamoureux) — 52 min 57 s Chamberlain — 59 min 48 s | Arbitrage : Clancy Springer |
| Bibeault         | Gardiens                                | Durnan              | | Arbitrage : Clancy Springer |
|                  |                                         |                     | | Arbitrage : Clancy Springer |
|                  |                                         |                     | | Arbitrage : Clancy Springer |

| 30 mars 1944 | Canadiens de Montréal | 11-0 (2-0, 2-0, 7-0) | Maple Leafs de Toronto | Forum de Montréal |

| Feuille de match | Feuille de match | Feuille de match                              | Feuille de match | Feuille de match                    |
| ---------------- | --- | --------------------------------------------- | ---------------- | ----------------------------------- |
|                  | Getliffe (Watson, Richard) — 16 min 2 s Watson (Harmon) — 17 min 39 s Richard — 20 min 27 s Chamberlain (Getliffe) — 30 min 33 s Bouchard (Richard, Lach) — 42 min 27 s Blake (Heffernan, O'Connor) — 47 min 58 s Blake (Richard, Lach) — 48 min 37 s Richard (Lach, Blake) — 49 min 17 s Getliffe (Chamberlain, Lamoureux) — 50 min 33 s O'Connor (Getliffe) — 51 min 34 s Chamberlain (Getliffe, Watson) — 55 min 41 s | 1-0 2-0 3-0 4-0 5-0 6-0 7-0 8-0 9-0 10-0 11-0 |                  | Arbitrage : Clancy Meuris, Springer |
| Durnan           | Gardiens | Bibeault                                      |                  | Arbitrage : Clancy Meuris, Springer |
|                  | |                                               |                  | Arbitrage : Clancy Meuris, Springer |
|                  | |                                               |                  | Arbitrage : Clancy Meuris, Springer |

### Black Hawks de Chicago - Red Wings de Détroit
Chicago gagne la série 4 matchs à 1.
| 21 mars 1944 | Red Wings de Détroit | 1-2 (0-0, 1-0, 0-2) | Black Hawks de Chicago | Olympia Stadium 10 987 spectateurs |

| Feuille de match | Feuille de match             | Feuille de match | Feuille de match                                                     | Feuille de match                     |
| ---------------- | ---------------------------- | ---------------- | -------------------------------------------------------------------- | ------------------------------------ |
|                  | Howe (Carveth) — 32 min 18 s | 1-0 1-1 1-2      | Mosienko (Cooper, Smith) — 47 min 12 s Bentley (Smith) — 47 min 56 s | Arbitrage : Chadwick Mullins, Gravel |
| Dion             | Gardiens                     | Karakas          |                                                                      | Arbitrage : Chadwick Mullins, Gravel |
|                  |                              |                  |                                                                      | Arbitrage : Chadwick Mullins, Gravel |
|                  |                              |                  |                                                                      | Arbitrage : Chadwick Mullins, Gravel |

| 23 mars 1944 | Red Wings de Détroit | 4-1 (0-0, 2-0, 2-1) | Black Hawks de Chicago | Olympia Stadium 12 757 spectateurs |

| Feuille de match | Feuille de match                                                                              | Feuille de match    | Feuille de match                         | Feuille de match                   |
| ---------------- | --------------------------------------------------------------------------------------------- | ------------------- | ---------------------------------------- | ---------------------------------- |
|                  | Carveth (Howe) — 23 min Howe — 39 min 40 s Grosso — 40 min 21 s Bruneteau (Howe) — 56 min 6 s | 1-0 2-0 3-0 3-1 4-1 | Allen (Johnson, Dahlstrom) — 51 min 38 s | Arbitrage : Clancy Mullins, Gravel |
| Dion             | Gardiens                                                                                      | Karakas             |                                          | Arbitrage : Clancy Mullins, Gravel |
|                  |                                                                                               |                     |                                          | Arbitrage : Clancy Mullins, Gravel |
| 32               | Tirs                                                                                          | 27                  |                                          | Arbitrage : Clancy Mullins, Gravel |

| 26 mars 1944 | Black Hawks de Chicago | 2-0 (1-0, 0-0, 1-0) | Red Wings de Détroit | Chicago Stadium 17 138 spectateurs |

| Feuille de match | Feuille de match                        | Feuille de match | Feuille de match | Feuille de match                   |
| ---------------- | --------------------------------------- | ---------------- | ---------------- | ---------------------------------- |
|                  | Cooper — 11 min 6 s Smith — 51 min 30 s | 1-0 2-0          |                  | Arbitrage : Clancy Primeau, Mepham |
| Karakas          | Gardiens                                | Dion             |                  | Arbitrage : Clancy Primeau, Mepham |
|                  |                                         |                  |                  | Arbitrage : Clancy Primeau, Mepham |
|                  |                                         |                  |                  | Arbitrage : Clancy Primeau, Mepham |

| 28 mars 1944 | Black Hawks de Chicago | 7-1 (3-1, 3-0, 1-0) | Red Wings de Détroit | Chicago Stadium 17 533 spectateurs |

| Feuille de match | Feuille de match | Feuille de match                | Feuille de match                        | Feuille de match                     |
| ---------------- | --- | ------------------------------- | --------------------------------------- | ------------------------------------ |
|                  | Bentley (Mosienko, Smith) — 4 min 44 s Mosienko (Seibert, Allen) — 11 min 9 s Smith (Bentley) — 16 min 54 s Smith (Bentley, Gottselig) — 21 min 42 s Bentley — 35 min 30 s Bentley — 39 min 18 s Purpur — 59 min 57 s | 1-0 1-1 2-1 3-1 4-1 5-1 6-1 7-1 | Liscombe (Armstrong, Bruneteau) — 6 min | Arbitrage : Chadwick Primeau, Nepham |
| Karakas          | Gardiens | Dion                            |                                         | Arbitrage : Chadwick Primeau, Nepham |
|                  | |                                 |                                         | Arbitrage : Chadwick Primeau, Nepham |
|                  | |                                 |                                         | Arbitrage : Chadwick Primeau, Nepham |

| 30 mars 1944 | Red Wings de Détroit | 2-5 (1-1, 0-0, 1-4) | Black Hawks de Chicago | Olympia Stadium 12 971 spectateurs |

| Feuille de match | Feuille de match                                          | Feuille de match            | Feuille de match | Feuille de match                     |
| ---------------- | --------------------------------------------------------- | --------------------------- | --- | ------------------------------------ |
|                  | Quackenbush (Bruneteau) Carveth (Armstrong) — 48 min 40 s | 1-0 1-1 1-2 1-3 2-3 2-4 2-5 | Bentley (Allen, Seibert) — 18 min 23 s Gottselig (Smith, Wiebe) — 43 min 57 s Bentley (Johnson) — 48 min 10 s Bentley (Smith) — 52 min 30 s Allen (Purpur, Dahlstrom) — 58 min 56 s (SN) | Arbitrage : Charwick Primeau, Mephan |
| Dion             | Gardiens                                                  | Karakas                     | | Arbitrage : Charwick Primeau, Mephan |
|                  |                                                           |                             | | Arbitrage : Charwick Primeau, Mephan |
|                  |                                                           |                             | | Arbitrage : Charwick Primeau, Mephan |

## Finale
Montréal gagne la série 4 matchs à 0 et la Coupe Stanley.
| 4 avril 1944 | Canadiens de Montréal | 5-1 (1-0, 2-1, 2-0) | Black Hawks de Chicago | Forum de Montréal |

| Feuille de match | Feuille de match | Feuille de match        | Feuille de match                        | Feuille de match                   |
| ---------------- | --- | ----------------------- | --------------------------------------- | ---------------------------------- |
|                  | Watson — 8 min 37 s Blake (Lach, Richard) — 26 min 35 s Getliffe (Heffernan, O'Connor) — 30 min 58 s Chamberlain (Watson, Bouchard) — 44 min 45 s Getliffe — 58 min 7 s | 1-0 2-0 2-1 3-1 4-1 5-1 | Smith (Bentley, Mosienko) — 30 min 11 s | Arbitrage : Clancy Primeau, Mepham |
| Durnan           | Gardiens | Karakas                 |                                         | Arbitrage : Clancy Primeau, Mepham |
|                  | |                         |                                         | Arbitrage : Clancy Primeau, Mepham |
|                  | |                         |                                         | Arbitrage : Clancy Primeau, Mepham |

| 6 avril 1944 | Black Hawks de Chicago | 1-3 (0-0, 0-1, 1-2) | Canadiens de Montréal | Stadium de Chicago 16 003 spectateurs |

| Feuille de match | Feuille de match                   | Feuille de match | Feuille de match                                                                              | Feuille de match |
| ---------------- | ---------------------------------- | ---------------- | --------------------------------------------------------------------------------------------- | ---------------- |
|                  | Harms (Allen, Smith) — 59 min 50 s | 0-1 0-2 0-3 1-3  | Richard (Lach, Blake) — 33 min Richard (lamoureux) — 52 min 16 s Richard (Lach) — 55 min 33 s |                  |
| Karakas          | Gardiens                           | Durnan           |                                                                                               |                  |
|                  |                                    |                  |                                                                                               |                  |
|                  |                                    |                  |                                                                                               |                  |

| 9 avril 1944 | Black Hawks de Chicago | 2-3 (1-0, 0-1, 1-2) | Canadiens de Montréal | Stadium de Chicago 17 694 spectateurs |

| Feuille de match | Feuille de match                                        | Feuille de match    | Feuille de match                                                                   | Feuille de match                   |
| ---------------- | ------------------------------------------------------- | ------------------- | ---------------------------------------------------------------------------------- | ---------------------------------- |
|                  | Allen (Wiebe) — 5 min 14 s Harm (Johnson) — 44 min 16 s | 1-0 1-1 2-1 2-2 2-3 | Blake (Richard) — 22 min 2 s McMahon — 45 min 47 s Watson (Getliffe) — 46 min 42 s | Arbitrage : Clancy Primeau, Mepham |
| Karakas          | Gardiens                                                | Durnan              |                                                                                    | Arbitrage : Clancy Primeau, Mepham |
|                  |                                                         |                     |                                                                                    | Arbitrage : Clancy Primeau, Mepham |
|                  |                                                         |                     |                                                                                    | Arbitrage : Clancy Primeau, Mepham |

| 13 avril | Canadiens de Montréal | 5-4 (pr) (1-1, 0-3, 3-0, 1-0) | Black Hawks de Chicago | Forum de Montréal |

| Feuille de match | Feuille de match | Feuille de match                    | Feuille de match | Feuille de match                     |
| ---------------- | --- | ----------------------------------- | --- | ------------------------------------ |
|                  | Lach (Blake) — 8 min 48 s Lach (Blake) — 50 min 2 s Richard (Blake) — 56 min 5 s Richard (Blake, Bouchard) — 57 min 20 s Blake (Bouchard) — 69 min 12 s | 0-1 1-1 1-2 1-3 1-4 2-4 3-4 4-4 5-4 | Allen (Dahlstrom) — 5 min 12 s Harms (Dahlstrom, Allen) — 27 min 30 s Allen (Bentley, Smith) — 29 min 12 s Bentley (Smith) — 30 min 9 s | Arbitrage : Chadwick Primeau, Mepham |
| Durnan           | Gardiens | Karakas                             | | Arbitrage : Chadwick Primeau, Mepham |
|                  | |                                     | | Arbitrage : Chadwick Primeau, Mepham |
|                  | |                                     | | Arbitrage : Chadwick Primeau, Mepham |